# Cedrillas
Cedrillas (aragónul Cedriellas) település Spanyolországban, Teruel tartományban. Cedrillas Alcalá de la Selva, El Castellar, Corbalán, Peralejos, El Pobo és Monteagudo del Castillo községekkel határos. Lakosainak száma 647 fő (2024).

## Népesség
A település népessége az utóbbi években az alábbiak szerint változott:
| Lakosok száma | 523  | 517  | 569  | 612  | 631  | 619  | 611  | 664  | 634  | 647  |
|               | 2001 | 2004 | 2007 | 2009 | 2012 | 2014 | 2017 | 2019 | 2022 | 2024 |